# Charlotte Van Royen
Charlotte Van Royen (Deinze, 21 april 2004) is een Belgisch acrogymnaste.

## Levensloop
In 2019 behaalde ze samen met Talia De Troyer en Britt Vanderdonckt zilver op de 'balansoefening' en goud op de 'tempo-oefening' en de 'allround' op de Europese Spelen te Minsk.
Op het EK van dat jaar behaalde het trio goud in zowel de 'allround-', 'balans'- en 'tempo'-finale.